# William L. Guy
Ne doit pas être confondu avec William Guy ou Guy Williams.
William Lewis Guy (30 septembre 1919 - 26 avril 2013) était un homme politique américain qui fut gouverneur de l’État américain du Dakota du Nord de 1961 à 1973. Guy a été le gouverneur du Dakota du Nord ayant servi le plus longtemps dans l’histoire de l’État, servant deux mandats consécutifs de deux ans et deux mandats de quatre ans.

## Biographie
William Guy est né à Devils Lake, dans le Dakota du Nord. Il a servi dans la marine américaine pendant la Seconde Guerre mondiale en tant qu’officier d’artillerie, atteignant le grade de lieutenant. Il a obtenu une maîtrise d'économie agricole à l’Université du Minnesota.

### Carrière politique
Il a siégé à la Chambre des représentants du Dakota du Nord pendant un mandat de 1959 à 1961. À l’Assemblée législative, Guy a été chef adjoint de la minorité. Il est décédé dans le 26 avril 2013 à West Fargo.
Son élection en tant que gouverneur sur la liste de la Ligue démocrate-non partisane a finalement établi le système bipartite dans le Dakota du Nord. En tant que gouverneur, Guy a servi deux mandats de deux ans et deux mandats de quatre ans. Il a commencé à moderniser le gouvernement de l’État en mettant en œuvre le nouveau Bureau de la gestion et du budget. Le gouverneur Guy a été choisi par le président Lyndon B. Johnson pour observer les premières élections présidentielles au Sud-Vietnam. En 1966, il est élu président de la Conférence nationale des gouverneurs. Il a été candidat malheureux au Sénat des États-Unis en 1974.

## Source
- (en) Cet article est partiellement ou en totalité issu de l’article de Wikipédia en anglais intitulé « William L. Guy » (voir la liste des auteurs).